# فرودگاه شهرستان هوندا
فرودگاه شهرستان هوندا (به انگلیسی: Hondo Municipal Airport) یک فرودگاه همگانی بهره‌برداری هوایی با کد یاتا HDO است که یک باند فرود بتن دارد و طول باند آن ۱۶۴۶ متر است. این فرودگاه در شهر هاندو، تگزاس کشور ایالات متحده آمریکا قرار دارد و در ارتفاع ۲۸۳ متری از سطح دریا واقع شده‌است.